# ヨハンナ・マルツィ
ヨハンナ・マルツィ（Johanna Martzy, 1924年10月26日 - 1979年8月13日）は、ルーマニア出身の、ハンガリーで活躍したヴァイオリニスト。

## 生涯
ティミショアラの出身。6歳からヴァイオリンをはじめ、1934年にブダペストのフランツ・リスト音楽院に入学してイェネー・フバイのクラスに入る。（入学前からフバイに師事していた。）13歳でデビューを果たしたが、第二次世界大戦のために活動を中断。1947年にジュネーヴ国際音楽コンクールで入賞してからはスイスに居を定めた。1953年にイギリス・デビューを果たし、1957年にはアメリカ・デビューも果たした。1960年代半ばからは、イシュトヴァーン・ハイデュとデュオ活動を活発に行った。
グラールスにて死去。